# Ruda (schaap)

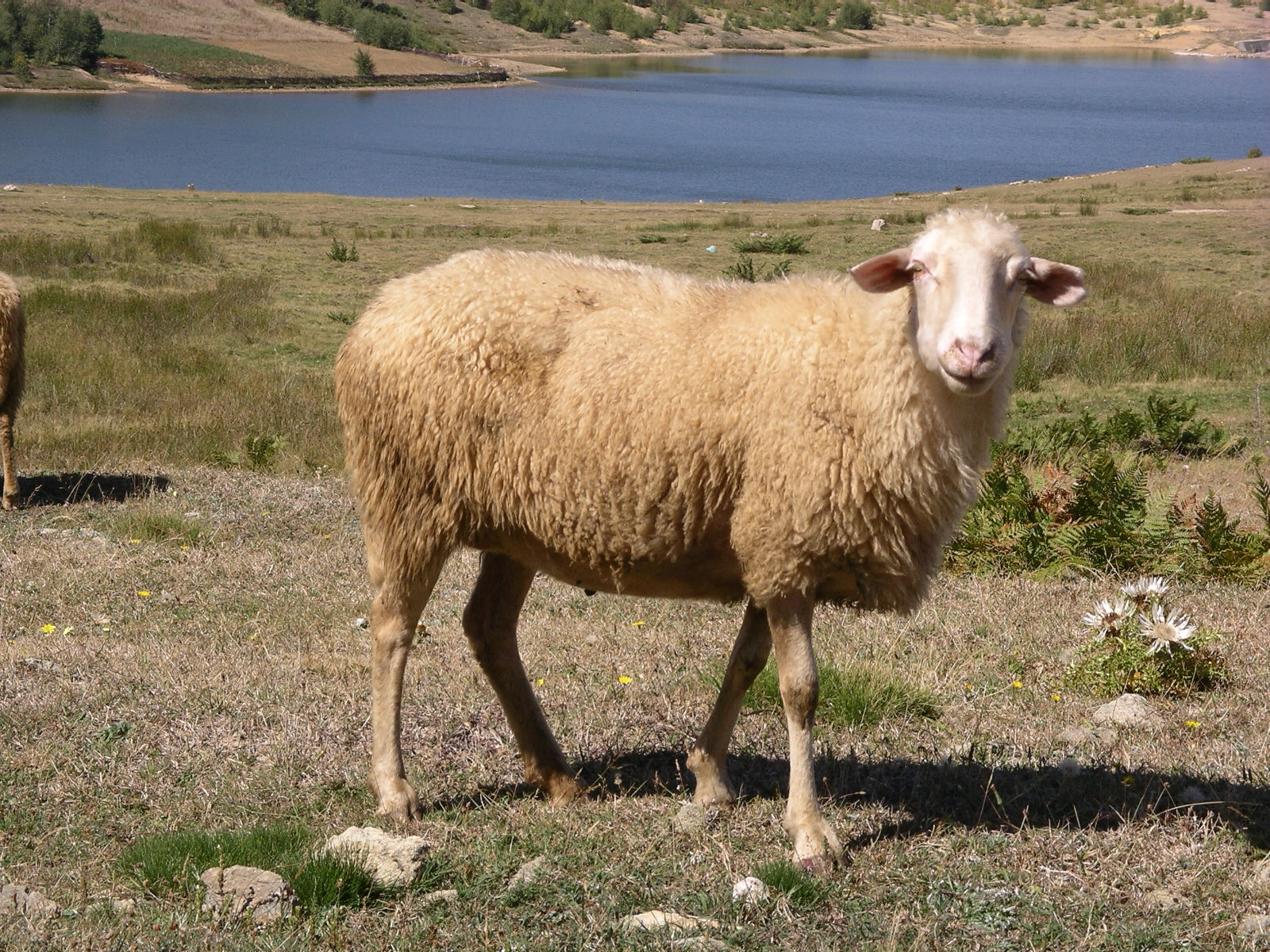
Een rudaschaap in Topojë, Albanië

De ruda is een schapenras uit Albanië en Kroatië. In Kroatië is dit ras bedreigd. De ruda heeft een witte kop en heeft donkere vlekken op het lijf en de kop. De schofthoogte van volwassen ooien is gemiddeld 55 cm, terwijl de rammen gemiddeld 65 cm worden. Volwassen ooien wegen gemiddeld 38 kg en de rammen circa 48 kg. De rudaschapen zijn goed aangepast aan lage temperaturen en bergweiden.